# Penelope Milford
Penelope Dale Milford (nacida el 23 de marzo de 1948) es una actriz de teatro y cine estadounidense . Es más conocido por su papel de Vi Munson en Coming Home  (1978), por la que fue nominada al Premio Oscar  a la Mejor Actriz de Reparto . También originó el papel de Jenny Anderson en el musical de Broadway,  Shenandoah , por el que fue nominado a un Drama Desk Award en 1975.

## Primeros años
Milford nació el 23 de marzo de 1948 en St. Louis, Missouri y creció en Illinois. Es hija de Richard George Milford y Ann Marie (de soltera Fieltro) Milford. Se graduó de New Trier High School en Winnetka, Illinois . Su hermano menor, Kim , fue actor y músico hasta su muerte por insuficiencia cardíaca a los 37 años.

## Carrera
En 1972, se unió al elenco de Broadway de la obra Lenny , sobre la vida del actor Lenny Bruce. En 1974, fue elegida como Jenny Anderson en el musical, Shenandoah, basado en la película de 1965del mismo nombre. 
Su primera aparición en televisión fue en un episodio de 1976 de The Blue Knight. 
La primera aparición cinematográfica de Milford fue como extra en la película de Norman Mailer, Maidstone (1970). En 1974, apareció en la película Man on a Swing. Luego interpretó a una actriz ficticia llamada Lorna Sinclair en la película Valentino de Ken Russell de 1977, nominada al BAFTA, sobre la vida del actor Rodolfo Valentino . En 1978, fue elegida como Vi Munson en Coming Home, y fue nominada a un Premio de la Academia a la Mejor Actriz de Reparto .

## Enñlaces externos
- Penelope Milford en Internet Movie Database (en inglés).
- Penelope Milford en Internet Broadway Database (en inglés)
- Penelope Milford en la Base de datos de Internet Off-Broadway

- Datos: Q443052